# Eddie Lockjaw Davis
Eddie Lockjaw Davis, geboren als Edward Davis (New York, 2 maart 1922 - Culver City, 3 november 1986), was een Amerikaanse jazz-tenorsaxofonist en componist.

## Carrière

### Jaren 1940
Eerst speelde Davis, die zich door middel van noten en een instrument uit de lommerd het spelen zelf had bijgebracht en al acht maanden later zijn eerste verbintenis had, van 1942 tot 1944 bij Cootie Williams, daarna bij Lucky Millinder, in Louis Armstrong laatste bigband en in 1945/1946 bij Andy Kirk. Bovendien werkte hij aan de sessies van bop-muzikanten in het Uptown House van Clark Monroe, speelde hij met Roy Eldridge, Ace Harris, Gerald Wilson en bij Billie Holiday, die hem in 1946 uitkoos in haar droomband voor het Esquire Jazz Book.
In 1946 formeerde hij zijn eigen r&b-gekenmerkte band en maakte hij zijn opnamedebuut. Uit deze periode is ook zijn bijnaam afkomstig. Met zijn combo vormde hij de huisband in het Minton's Playhouse en trad hij bovendien op in het Royal Roost. Tijdens deze periode werkte hij samen met Tadd Dameron en de vroeg overleden trompettist Fats Navarro.

### Jaren 1950
Sinds 1952 was hij werkzaam bij Count Basie als saxofonist, nu en dan ook als manager van de Basie Band. Hij keerde in 1957, 1964/1965, 1966 en van 1967 tot 1973 terug in diens orkest. Tussen 1955 en 1960 hield hij een vast trio in stand, waarbij onder andere de organiste Shirley Scott behoorde en dat optrad in het lokaal van Count Basie in Harlem. Voor zijn toenmalige albums voor Prestige Records werd het trio met verdere muzikanten uitgebreid met George Duvivier (bas) en Jerome Richardson (fluit). 

### Jaren 1960
Begin jaren 1960 maakten zijn ontstane albums zoals Jawbreakers (1962) met Harry 'Sweets' Edison grote indruk. In 1960 had Davis de mogelijkheid om een bigband samen te stellen voor Trane Whistle, waarin onder andere Clark Terry, Melba Liston, Eric Dolphy en Jimmy Cleveland speelden. De arrangementen waren van Oliver Nelson, die ook de meeste composities schreef, waaronder zijn beroemde Stolen Moments in een eerste versie. In hetzelfde jaar ontstond samen met zijn grote voorbeeld Coleman Hawkins het album Night Hawk.
In 1961 werkte hij mee aan het album Carmen McRae Sings Lover Man and Other Billie Holiday Classics. Met zijn prestige-reeks The Eddie Lockjaw Davis Showcase zette hij zich in voor het stimuleren van nauwelijks bekende talenten. Aldus begeleidde hij met zijn band blueszangers als Al Smith en Milfred Anderson, die beiden nooit zijn doorgebroken.
Tussen 1960 en 1962 leidde hij samen met de tenorcollega Johnny Griffin een bij jazzvrienden populair kwintet met Junior Mance, Larry Gales en Ben Riley, dat meerdere platen opnam en later meerdere herformaties beleefde. Daarna werkte hij in 1963/1964 tijdelijk als muziekagent. Buiten het kwintet experimenteerde Davis met latin jazz met onder andere Clark Terry en Ernie Royal.

### Jaren 1970 en 1980
Hij keerde weer terug bij Basie en speelde in de Kenny Clarke/Francy Boland Big Band. Ook had hij bands met Roy Eldridge (1974) en Harry 'Sweets' Edison (1975-1982). Tijdens deze periode was hij verbonden aan Pablo Records van Norman Granz en trad hij op met Zoot Sims, Tommy Flanagan, Oscar Peterson, Ella Fitzgerald, Dizzy Gillespie en Milt Jackson in de door Granz samengestelde allstar-formaties, zo ook in 1977 op het Montreux Jazz Festival. Tot de hoogtepunten van de discografie van de latere Davis behoorde het album Staight Ahead. 
Davis werkte ook vanaf de jaren 1970 vaak samen met Europese muzikanten, waaronder Niels-Henning Ørsted Pedersen, Georges Arvanitas, Alex Riel, Isla Eckinger en Jesper Lundgaard. Van 1974 tot 1985 was hij regelmatig te gast in de Weense jazzclub Jazzland, waar hij in twaalf jaar in totaal 18 weken optrad met Oostenrijkse jazzmuzikanten. In 1982 speelde hij met het Michael Starch Trio en Karl Ratzer het album Land of Dreams in. In 1982 was hij te gast in een Battle of the Saxes op de Berliner Jazztage. In 1983 kwam het tot een laatste reünie met Basie in de formatie The Kansas City Seven.
Als een van zijn laatste onderscheidingen kreeg hij in 1986 de Lifetime Achievement Award van de Los Angeles Jazz Society. Tot zijn talrijke composities behoort Hey Lock!, Foxy, Three Deuces en Very Saxy.

## Stijl
Lockjaw Davis speelde een robuuste en volumineuze tenor. Gezien zijn krachtig geluid ontwikkelde hij een individuele en niet te imiteren stijl, die zich onderscheidde door eigenzinnige wendingen en een expressieve frasering. Kenmerken waren zijn extraverte, robuuste spel met knorrende, treurige, echter briljante klanken.
Met al zijn met blues en gospel verzadigde opnamen had Davis zich al tijdens de jaren 1950 op een vergelijkbare lijn bevonden als de hardbop-muzikanten. Daarbij benaderde zijn spel een zelfstandig alternatief tot de door modernisten als Sonny Rollins en John Coltrane bepaalde trends.

## Overlijden
Eddie Lockjaw Davis overleed in november 1986 op 64-jarige leeftijd.

## Discografie
- ????: Eddie Lockjaw Davis 1946–1947 (Classics) met Fats Navarro, Sadik Hakim, Al Haig
- ????: Rarest Sessions of the 40's (Raretone 1946–1948) met Sadik Hakim, Al Haig, Shad Collins
- ????: Eddie Lockjaw Davis 1948–1952 (Classics) met Wynton Kelly, Billy Taylor, Freddie Green, Oscar Pettiford
- ????: Tenor Battles 1954 (Phoenix Jazz) met Sonny Stitt
- ????: Modern Jazz Expressions 1955 (Sing) met Doc Bagby, Charlie Rice
- ????: Uptown (Contact Record – Denmark 1955–1958) met Doc Bagby, Charlie Rice, Shirley Scott, Bill Pemberton
- ????: Eddie's Function 1957 (Affinity) met Shirley Scott
- 1957: Count Basie presents Eddie Davis (Roulette) met Joe Newman, Shirley Scott, George Duvivier, Butch Ballard
- 1958: Cookbook, Vol.1 & 2, (Prestige/OJC), met Shirley Scott, George Duvivier, Arthur Edgehill, Jerome Richardson
- 1957: Jaws (Prestige) met Shirley Scott, George Duvivier, Arthur Edgehill
- 1959: Very Saxy (OJC) met Coleman Hawkins, Arnett Cobb, Buddy Tate
- 1959: Jaws in Orbit (Prestige) met Shirley Scott, George Duvivier
- 1960: Stolen Moments – Lockjaw Davis Bigband (Prestige) met Clark Terry, Melba Liston, Jimmy Cleveland, Oliver Nelson, Eric Dolphy, Richard Wyands, Roy Haynes – Arrangements door Ernie Wilkins
- 1960: Tough Tenors met Johnny Griffin, Junior Mance, Ben Riley, Larry Gales
- 1960: Griff and Lock (Jazzland) met Johnny Griffin, Junior Mance, Ben Riley, Larry Gales
- 1961: The First Set (Prestige) met Johnny Griffin, Junior Mance, Ben Riley, Larry Gales
- 1961: The Late Show (Prestige) met Johnny Griffin, Junior Mance, Ben Riley, Larry Gales
- 1961: Blues Up and Down (OJC); The Tenor Scene (OJC, 1961)  met Johnny Griffin
- 1961: Live at Mintons (Prestige) met Johnny Griffin, Junior Mance, Ben Riley
- 1961: Afro-Jaws (Fantasy) met Clark Terry, Ray Barretto
- 1962: Streetlights met Don Patterson
- 1963: Battle Stations (Prestige) met Johnny Griffin en Norman Simmons
- 1963: Misty (Moodsville) met Shirley Scott
- 1966: Save your Love for me (Bluebird) met Joe Newman, Thad Jones, Hank Jones, Jay Jay Johnson, Frank Wess
- 1966: The Fox and the Hounds (RCA Records) met Jerome Richardson, Bobby Plater, Frank Wess, Billy Mitchell, Ernie Royal, Joe Newman, Thad Jones, Snooky Young, Urbie Green, Hank Jones, George Duvivier, Grady Tate
- 1967: Love Calls (RCA Records) met Paul Gonsalves, Roland Hanna, Everett Barksdale, Ben Tucker, Grady Tate
- 1975: Light and Lovely (Black and Blue) met Harry Edison, Gerry Wiggins, Major Holley, Oliver Jackson
- 1975: Eddie Lockjaw Davis (Storyville) met Michel Attenoux
- 1976: Jaws strikes again (Black & Blue) met Wild Bill Davis, Billy Butler, Oliver Jackson
- 1976: Straight Ahead (Pablo) met Tommy Flanagan, Keter Betts, Bobby Durham
- 1976: Straight Blues (Prestige) met Count Basie, Harry Edison
- 1976: Eddie Davis & Wild Bill Davis; Vol.1&2 (Black & Blue) met Wild Bill Davis, Oliver Jackson
- 1976: Opus Funk; Vol.1&2 (Storyville) met Harry Edison, Kenny Drew sr.
- 1976: Swingin' till the Girls come Home (Steeplechase) met Thomas Clausen, Alex Riel
- 1977: Montreux 77 (Pablo Live) met Oscar Peterson, Ray Brown, Jimmy Smith
- 1978: Leapin´ on Lenox (Black & Blue) met Eddie 'Cleanhead' Vinson, Milt Buckner, Milt Hinton, J.C. Heard
- 1978: All of Me (All Life) met Harry Edison, Pierre Michelot, Sam Woodyard
- 1979: The Heavy Hitter (Muse Records) met Albert Daily, George Duvivier, Victor Lewis
- 1981: Sonny, Sweets and Jaws (Kingdom) met Sonny Stitt, Harry Edison, Eddie Higgins, Duffy Jackson
- 1981: Eddie Lockjaw Davis (Enja) met Horace Parlan, Reggie Johnson, Alvin Queen
- 1982: Live at the Widder – Zürich 1982 Vol. 1 & 2 – met Gustav Csik, Isla Eckinger, Oliver Jackson
- 1982: Land of Dreams (Tilly Disc) – met Karl Ratzer, Michael Starch, Viktor Plasil
- 1983: Jazz at the Philharmonic (Pablo) – met Harry Edison en Al Grey
- 1983: All of Me (Steeplechase) – met Kenny Drew

- Bibsys: 1005066
- Bibliothèque nationale de France: cb13893028x (data)
- Catàleg d'autoritats de noms i títols de Catalunya: 981058518606006706
- Gemeinsame Normdatei: 134355601
- International Standard Name Identifier: 0000 0001 2027 2802
- Library of Congress Control Number: n81035954
- Nationale Bibliotheek van Letland: 000147336
- MusicBrainz: defbbe54-02dd-4df1-a5b7-31724ff02133
- Nationale Bibliotheek van Tsjechië: osa2014802235
- Nationale bibliotheek van Australië: 35916253
- Nationale Bibliotheek van Israël: 987007424453805171
- Nationale en Universitaire bibliotheek Zagreb: 000694286
- Nederlandse Thesaurus van Auteursnamen: 070440670
- Istituto Centrale per il Catalogo Unico: DDSV218075
- SNAC: w6252wd2
- Système universitaire de documentation: 078061180
- Trove: 583632
- Virtual International Authority File: 64191447
- WorldCat: E39PBJmXJvG7Tq933G9YwMRBT3